# Pedro Horrillo
Pedro Horrillo Muñoz (n. Eibar, Guipúscoa, 27 de setembro de 1974) é um exciclista espanhol residente em Ermua (Biscaia).
Fez a sua estreia como profissional no ano 1998 com a equipa Vitalicio Seguros. A sua carreira sempre esteve unida ao cantábro Óscar Freire, com o que compartilhou equipa em Vitalicio Seguros, Mapei-Quick Step e Rabobank.
A 16 de maio de 2009, teve uma queda no Giro d'Italia, que lhe fez precipitar desde uma altura de 60 metros, na descida do Cume di San Pietro. Depois de meses de recuperação a 8 de janeiro de 2010 anunciou a sua retirada do ciclismo profissional, devido às secuelas físicas que lhe produziu o tremendo acidente da carreira italiana. Apesar disso tinha uma oferta de renovação da Rabobank mas Pedro afirmou que após o acidente não seria o mesmo ciclista de antes pelo que recusou dita oferta.
A 15 de janeiro de 2010 rendeu-se-lhe uma homenagem, junto a Igor Astarloa, na sua localidade de residência, Ermua.

## Trajectória desportiva
Filho de um trabalhador de fábrica e uma empregada doméstica, distinguiu-se pelas suas boas notas e ganhou uma bolsa para estudar filosofia na Universidade do País Basco em San Sebastián. Conseguiu compartilhar os seus estudos, até ao quinto ano de filosofia, com a sua carreira de ciclista amador na equipa Cafés Baqué ainda que finalmente não chegou a finalizar ditos estudos. Foi nessa equipa onde conheceu corredores com os que coincidiria no profissionalismo como Óscar Freire e Igor González de Galdeano.

### Ciclismo profissional

#### Vitalicio Seguros (1998-2000)
Pedro Horrillo converteu-se em profissional em 1998 com a equipa espanhola Vitalicio Seguros, junto com o seu compatriota Óscar Freire, subcampeão do mundo amador. Iniciou-se em fevereiro na Espanha, correndo a Challenge de Mallorca e participou em várias carreiras no estrangeiro, incluindo a Tirreno-Adriático e o Circuito de la Sarthe, onde ocupou o quinto lugar na primeira etapa.Em maio, correu o seu primeiro Giro d'Italia, onde foi desclassificado por fora de controle após a 17ª etapa com final em Selva di Val Gardena.

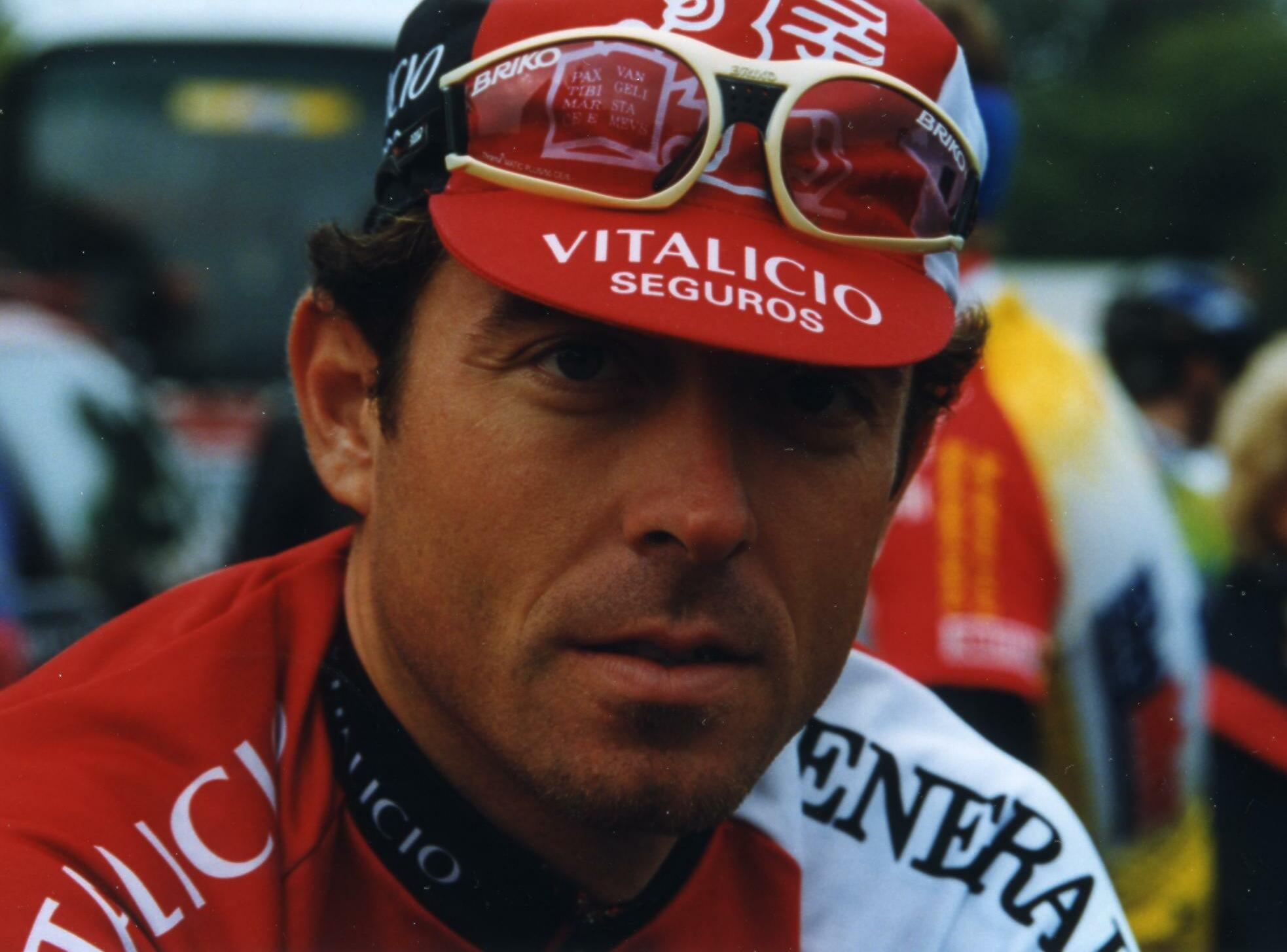
Andrea Ferrigato, colega da sua equipa em Vitalicio Seguros

Em 1999, Horrillo começou a sua temporada na Volta a Andaluzia e depois participou no G. P. International MR Cortez-Mitsubishi em Portugal onde foi 10º e ademais contribuiu à vitória final do seu líder, Sergei Smetanin, o qual ganhou uma etapa. Em maio, Horrillo terminou quarto na Clássica de Alcobendas, depois participou na Volta às Astúrias, a Bicicleta Basca e finalmente participou na sua primeira Tour de France, terminando 135º.
Na sua segunda carreira da temporada de 2000, na primeira e única edição do Troféu Antraxt-Port Andratx, um dos troféus da Challenge de Mallorca, se escapou e ficou em segundo lugar por trás de Francisco Cabello, dois segundos por adiante do pelotão. Esta posição permitiu-lhe terminar em segundo lugar da geral final. Mais adiante ganhou a sua primeira carreira profissional na nona etapa da Volta a Portugal com final em Gouveia, após impor-se numa fuga de seis corredores. O seu último resultado destacado da temporada foi o 7º posto no Troféu Luis Ocaña.

#### Mapei, e depois Quick Step (2001-2004)
Para a temporada de 2001, uniu-se à melhor equipa da época: a Mapei; coincidindo com seu ex parceiro Óscar Freire (que alinhou pela Mapei em 2000 depois de ganhar o Campeonato Mundial de Ciclismo em Estrada), do qual se converteu no seu lançador. Em abril, ganhou uma etapa da Volta à Baixa Saxónia, com nove segundos por adiante do resto do pelotão e ocupou o quinto lugar da geral. Também participou nesse ano na sua primeira Volta a Espanha em companhia de Óscar Freire na qual jogou um papel muito activo fazendo de lançador e se filtrando em grupos atacantes, terminando entre os dez primeiros das quatro primeiras etapas: a primeira delas uma contrarrelógio individual, a seguinte fazendo de lançador de Óscar, a terça chegando num grupo de 35 unidades e a última delas chegando num reduzido grupo de 9 corredores, o que lhe permitiu ocupar o terceiro lugar da geral. Ademais ficou décimo na etapa 17ª chegando em outro grupo atacante, já sem Freire em corrida, e obteve o seu melhor posto numa Grande Volta: 76º. No entanto, Freire ficou duas vezes em segundo lugar por trás de Erik Zabel e a equipa foi-se com as mãos vazias.

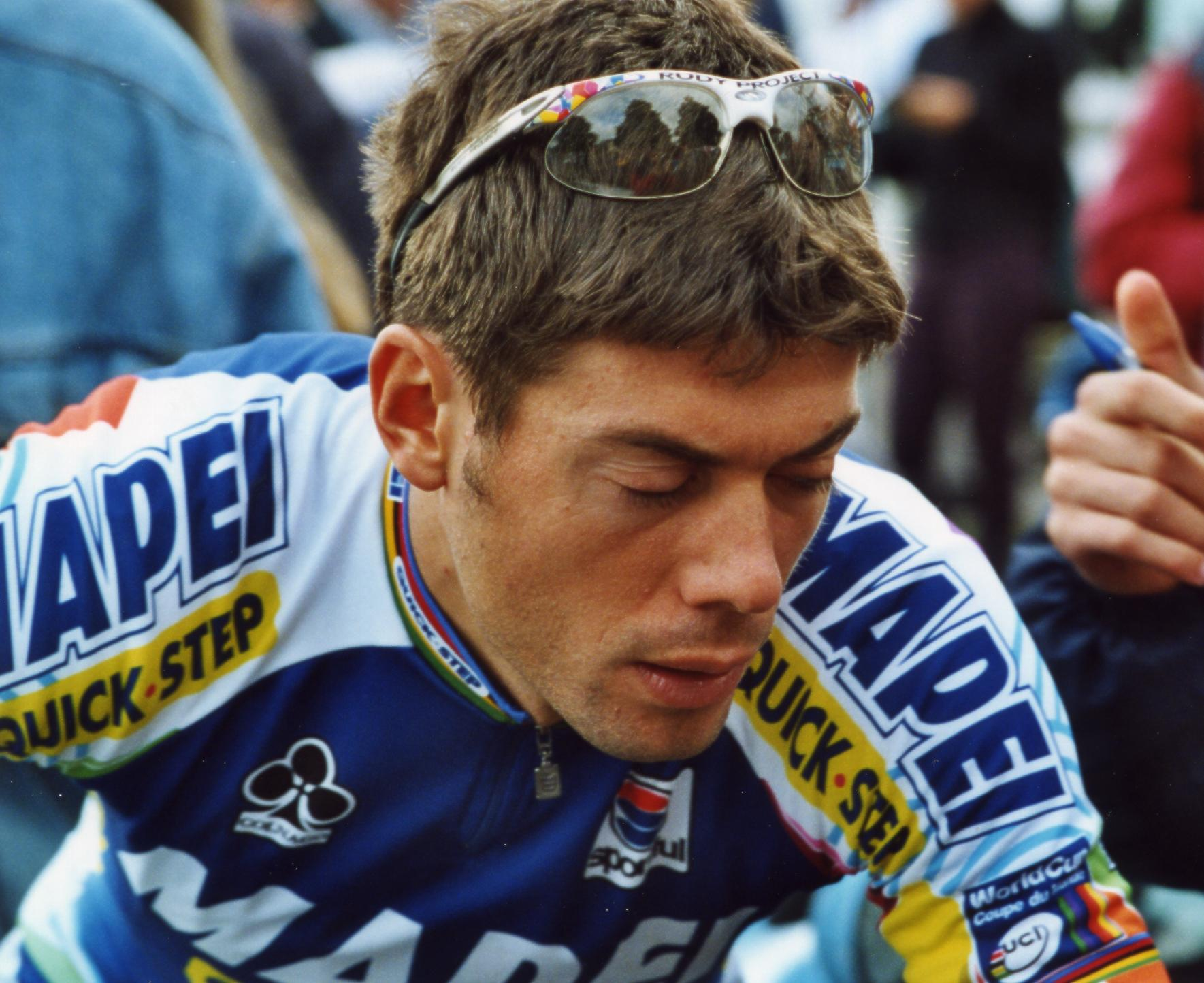
Óscar Freire foi o colega de Horrillo na equipa Mapei e praticamente também durante toda a sua carreira desportiva

Após participar na sua primeira clássica de calçadão de pavé em 2002 Horrillo ganhou a primeira etapa da Euskal Bizikleta por adiante do basco Iñigo Landaluze, ao que atacou no último quilómetro. No entanto, teve que ceder o maillot amarelo na etapa montanhosa do dia seguinte a Mikel Zarrabeitia. Nesse ano, ajudou a Freire a ganhar uma etapa do Tour de France. Também as arranjou para conseguir alguns bons resultados, como um terceiro lugar em Avranches na 7ª etapa, superado por Bradley McGee e Jaan Kirsipuu. Em setembro participou na Volta a Espanha, onde abandonou ao termo da 13ª etapa e foi seleccionado pela primeira vez para os Campeonatos do Mundo em Estrada, onde Freire era o defensor do título.
Em 2003, após a retirada da formação da Mapei, Horrillo esteve três anos na equipa Quick Step (herdeira da Mapei), onde não esteve Óscar Freire devido às suas exigências económicas, e se juntou à Rabobank. O seu começo de temporada esteve marcado por uma hernia discal. Voltou à competição muito tarde, mas conseguiu uma vitória em julho, na 1ª etapa da Uniqa Classic, superando por quatro segundos a um grupo de 25 corredores. Cedeu a liderança ao dia seguinte ao ganhador daquela etapa, Roger Hammond, mas arranjou-se para permanecer no terceiro lugar por trás de Hammond e Gerhard Trampusch. Ao final da temporada, participou de novo na Volta a Espanha, terminando 124º, incluindo uma fuga durante a 2ª etapa.
Em 2004 Horrillo participou na Paris-Nice na que durante a segunda etapa, na qual lhe tinham "deixado" fugir os sprinters, ganhou em Montargis a um numeroso grupo em que também tinha homens rápidos como Thor Hushovd apesar de ter um dedo partido. No mesmo ano ganhou uma etapa mais na Uniqa Classic, desta vez em solitário. Na Volta a Espanha, enfrentou-se ao seu mentor, Óscar Freire. Obteve um terceiro lugar em Málaga na 13ª etapa, por trás de Alessandro Petacchi e Erik Zabel. Após a carreira, foi seleccionado pela selecção espanhola para o Campeonato Mundial em Estrada, onde Óscar Freire ganhou pela terceira vez.

#### Rabobank (2005-2009)

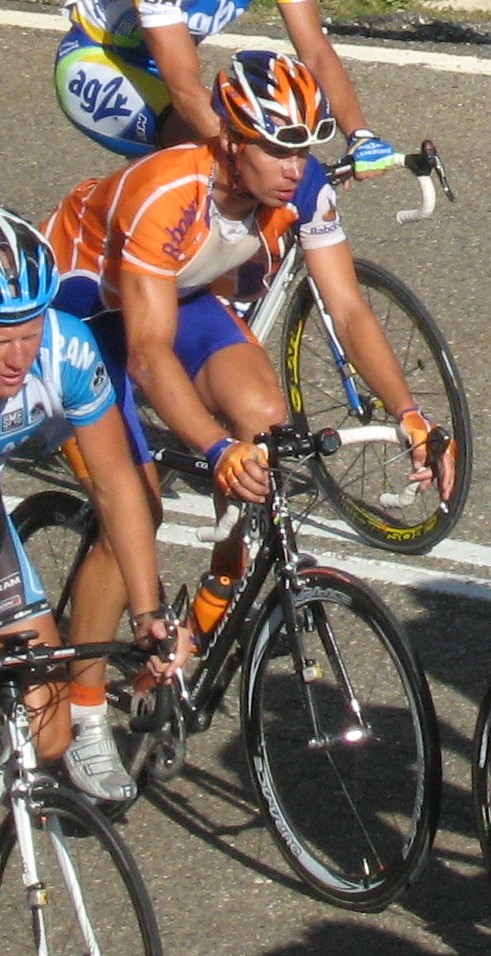
Horrillo na Volta a Espanha de 2008

Em 2005, Horrillo incorporou-se à equipa Rabobank, onde Óscar Freire corria desde 2003. Nesse ano, conseguiu ser 19º na, Paris-Roubaix. a 18 de maio ganhou a terceira etapa da Volta à Catalunha, enganando aos melhores velocistas como Thor Hushovd atacando a um quilómetro da meta, e actuou da mesma forma numa etapa da Volta a Espanha, onde foi capturado a 200 m da linha de meta. Foi hospitalizado após a sua terceira queda na temporada enquanto disputava o Circuito Franco-Belga, o qual pôs fim a uma temporada de má sorte.
Em 2006, conseguiu o seu melhor resultado na Paris-Roubaix, ao ser 11º, sendo um dos melhores postos de um corredor espanhol nesta prova depois dos top-ten de Juan Antonio Flecha (colega de equipa) e de Miguel Poblet já na década de 1950. Em julho ganhou uma etapa da Volta à Saxónia, após uma fuga de 30 km e um mês depois participou na Volta a Espanha, onde se escapou em várias ocasiões durante as etapas finais, mas sem sucesso. Renovou com o Rabobank por um ano após esta carreira. A partir deste período Horrillo não esteve em boa forma e não consegui bons resultados, sendo o mais destacado o 19º posto conseguido na prova de um dia disputada na modalidade de contrarrelógio da Chrono des Nations-Les Herbiers.

Na Flecha Brabanzona de 2007 (carreira que ganhou o seu colega Óscar Freire) que Pedro não conseguiu finalizar, deu positivo pelo formoterol. Este positivo atribuiu-se a um erro administrativo: o seu tratamento contra a asma, para o que recebeu permissão foi mudada sem que o seu médico avisasse à UCI nem à sua equipa, pelo que este não tomou medidas contra o corredor. Testemunhou ante a comissão disciplinar da Federação Espanhola de Ciclismo, mas não foi suspenso e pôde participar no seu segundo Giro d'Italia. Foi assim fiel às suas declarações de 2002 quando afirmou que era contrário à dopagem. Sofreu uma queda na quarta etapa do Giro, lesionando-se numa vértebra, e terminou 120°. Posteriormente participou na Volta a Espanha.

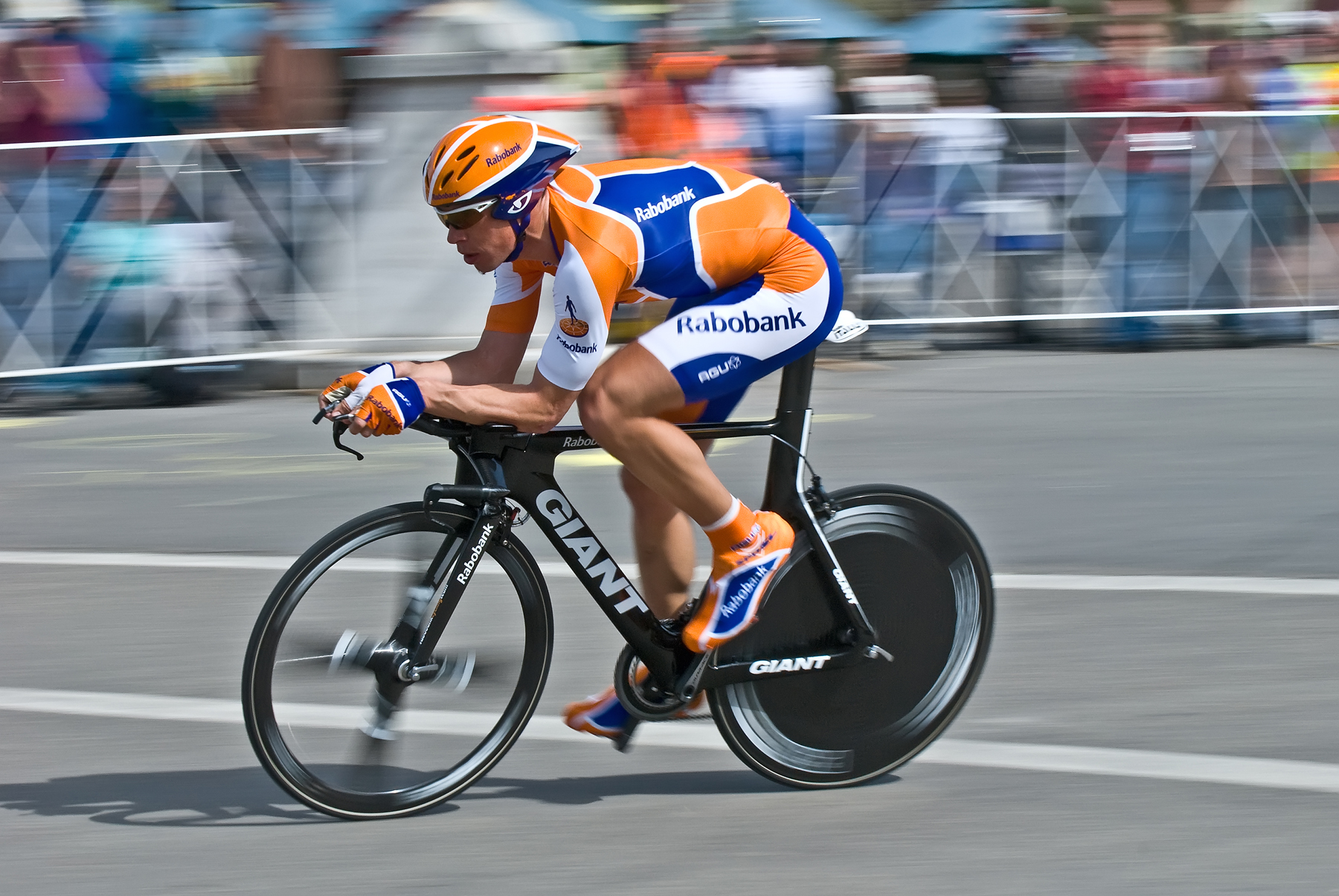
Pedro Horrillo na Volta à Califórnia de 2009

Em 2008 teve uma discreta temporada no que o único a destacar foi na Volta a Espanha onde conseguiu com a sua equipa o sétimo lugar na crono por equipas inicial (onde foi o primeiro corredor da sua equipa em cruzar a meta) e a nível individual participou numa longa fuga durante a 17ª etapa, capturada a só seis quilómetros da meta. Depois conseguiu um sétimo posto na quarta etapa do Circuito Franco-Belga onde acabou 16º na geral final.

##### Queda e fim da sua carreira profissional
Pese a isso Horrillo se manteve para a temporada de 2009 no conjunto de Rabobank, onde desfrutou da sua condição de gregário favorito de Óscar Freire. a 16 de maio de 2009, durante a 8ª etapa do Giro d'Italia, caiu desde uma altura a mais de 60 metros por uma ribanceira na descida da colina de San Pietro, nos Alpes. Depois, num primeiro momento nenhum ciclista o viu já que circulava só tentando atingir o grupo principal para ajudar o seu líder, Denis Menchov. Sofreu fracturas no fémur, a rótula e o pescoço, um pulmão perfurado e foi induzido a um estado de coma durante um dia. Ao dia seguinte, a etapa foi neutralizada por alguns ciclistas para protestar contra a perigo da carreira. Cinco dias depois o seu líder, Menchov, dedicou-lhe a sua vitória de etapa em Riomaggiore. Operado várias vezes, regressou à formação em novembro. No final de ano recebeu o Prêmio Emilio Paganessi por ser uma personalidade relacionada com Bérgamo (a sua queda foi nessa cidade). No entanto, as sequelas do acidente fizeram-lhe perder a esperança de poder encontrar o seu melhor nível pelo que Horrillo anunciou a sua retirada a 9 de janeiro de 2010.
Apesar da sua retirada do ciclismo profissional não se desvinculou totalmente deste desporto, por exemplo colaborando com a equipa Tarragona 2017 na Titan Desert de 2010 (prova de aventura de bicicleta de montanha).

## Horrillo no pelotão

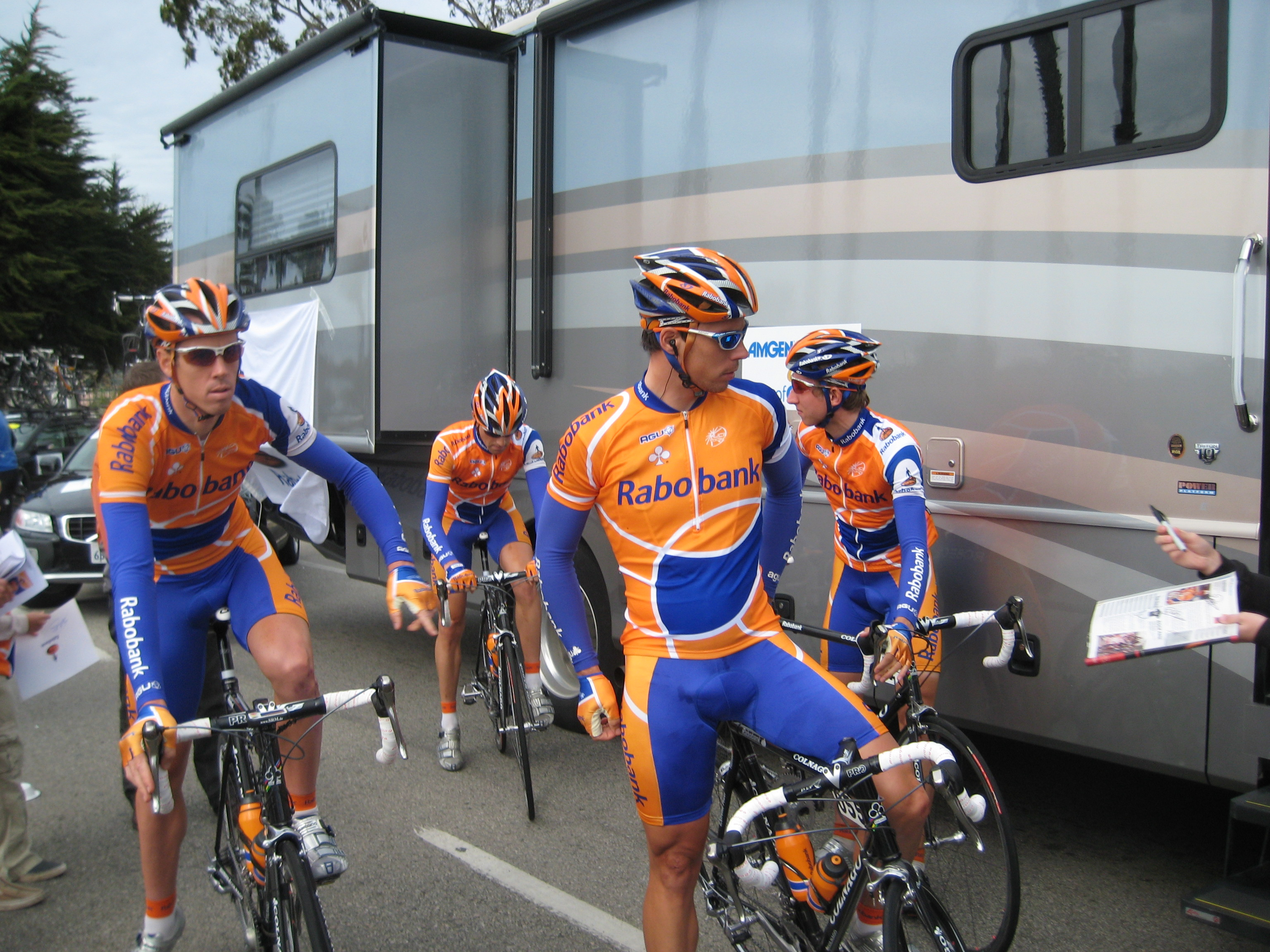
Horrillo e seus colegas Bauke Mollema, Paul Martens e Mathew Hayman na Volta à Califórnia de 2008

Horrillo era conhecido principalmente pelo seu papel como gregário, especialmente em favor de Óscar Freire. Theo de Rooij, director desportivo da Rabobank, apresentou-o como "o ciclista ideal para lançar o sprint a Freire". Descreveu-se-lhe como um dos melhores colegas de equipa e um dos melhores estrategas da sua época. "Mas Horrillo pode fazer bem mais que de lançador de Freire", disse de Rooij. A sua velocidade fez-lhe um homem para fazer-se ver em etapas planas, e assim ganhou muitas vitórias no sprint ou atacando no último quilómetro, como uma etapa na Paris-Nice e outra na Volta à Catalunha. Também se beneficiou da sua experiência nas clássicas, como a Paris-Roubaix, a sua corrida favorita, onde terminou no décimo-primeiro lugar em 2006. Nesse ano, disse: "se eu só tivesse podido correr uma carreira profissional, teria sido, por suposto a Paris-Roubaix, e se é possível debaixo de chuva, porque a verdadeira Paris-Roubaix é quando chove."

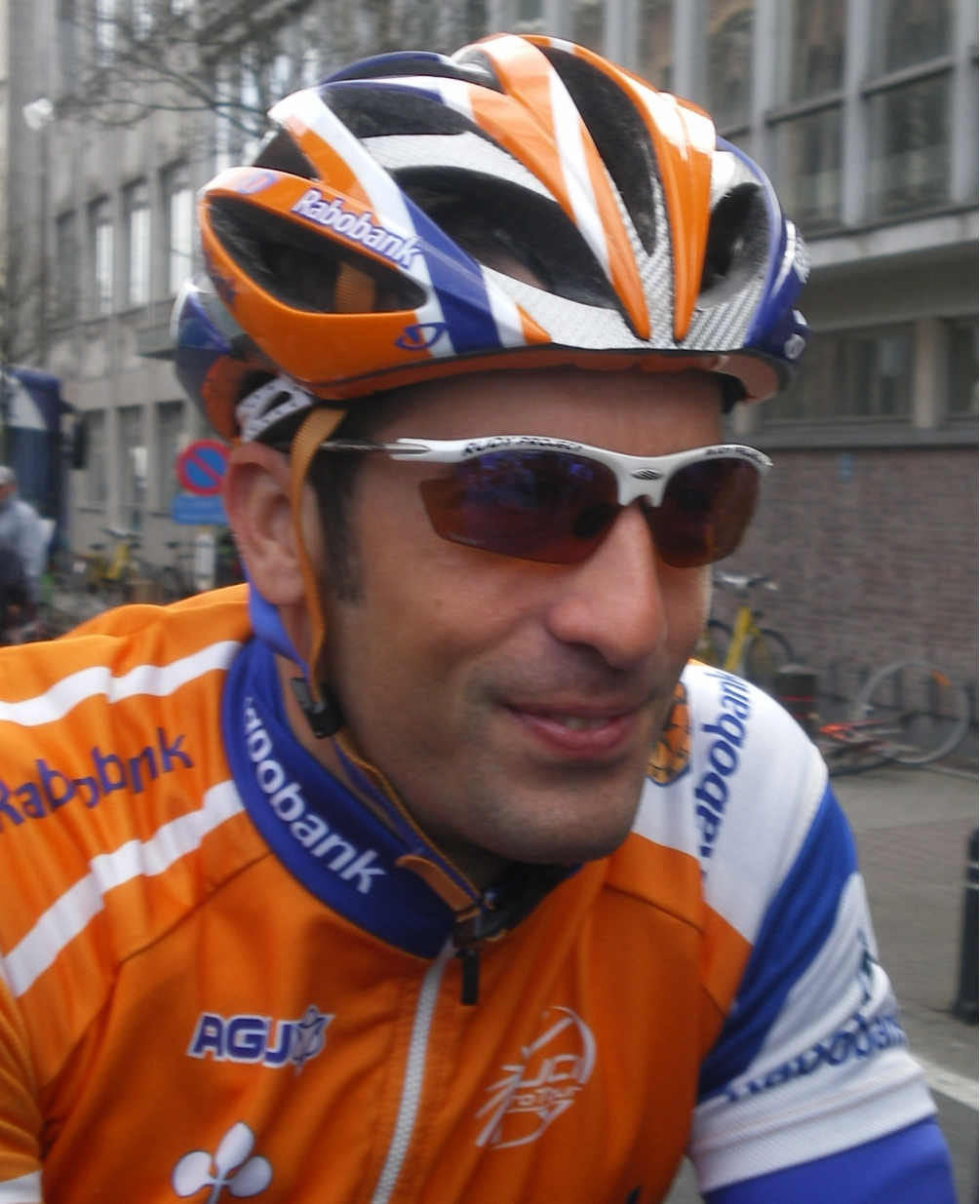
Juan Antonio Flecha, um dos seus colegas de maior confiança

Horrillo forjou com o seu líder, Óscar Freire, uma boa amizade e confiança já que foi durante nove anos parceiro deste durante a sua carreira desportiva de doze anos. Ao final da sua carreira, acercou-se também a outro colega de equipa, o espanhol Juan Antonio Flecha, que considerou o seu amigo e colega de equipa mais digna de confiança.
O seus estudos de filosofia fizeram que fora o "intelectual" do pelotão. Transladava-se às carreiras com várias obras de filosofia e literatura que lia pela noite no hotel, causando surpresa e, às vezes, a piada dos seus colegas. Numa ocasião atreveu-se a escrever poemas em louvor das façanhas dos seus colegas. Javier Mínguez que foi o seu director de equipa, disse dele: "nunca será um bom ciclista, pensa demasiado".
Horrillo estará marcado sempre pelo acidente que quase lhe custou a vida no Giro d'Italia. Poucos meses após a queda, descreveu este facto como o seu segundo nascimento.

## Fora do ciclismo

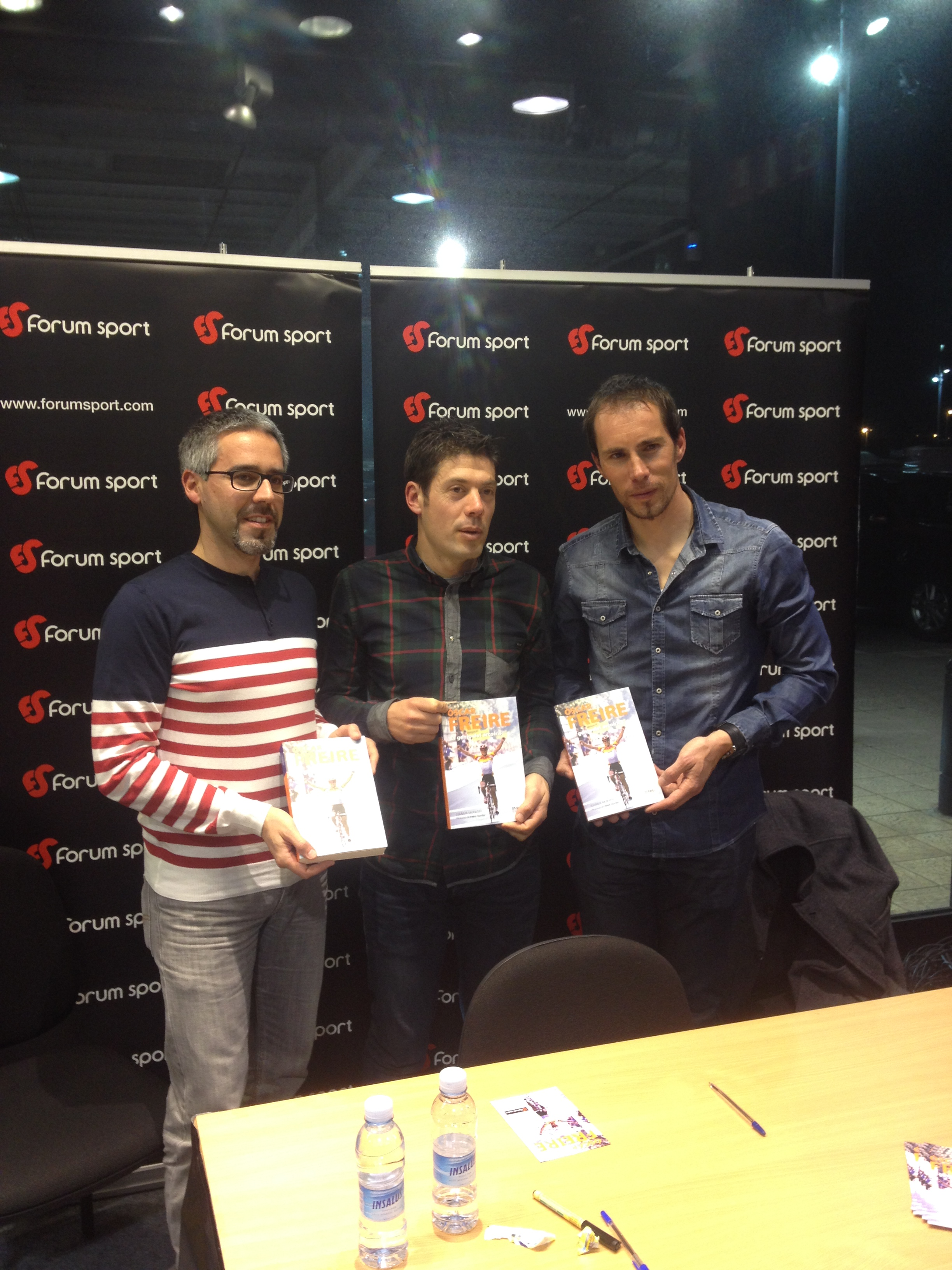
Horrillo junto com Freire na apresentação da biografia de Óscar

Tem sido colunista do diário espanhol El País e do jornal dos Países Bajos Volkskrant. Ao final da sua carreira, recebeu várias ofertas de equipas que desejaram integra-lo na sua direcção, mas optou por se negar para passar um tempo com os seus filhos. Durante o Tour de France de 2010 escreveu para El País desde o blog "Clique-Clack".
Fora da bicicleta, destaca no xadrez, e sobresai também a sua paixão pelo montanhismo e os carros antigos. Fala com fluidez espanhol, basco, italiano e inglês. Está casado e tem dois filhos.

## Palmarés
| 2000 - 1 etapa da Volta a Portugal 2001 - 1 etapa da Volta à Baixa Saxónia 2002 - 1 etapa da Bicicleta Basca 2003 - 1 etapa da Uniqa Classic | 2004 - 1 etapa da Paris-Nice - 1 etapa da Uniqa Classic - 1 etapa da Dauphiné Libéré 2005 - 1 etapa da Volta à Catalunha 2006 - 1 etapa da Volta à Saxónia |

## Resultados em Grandes Voltas e Campeonatos do Mundo
Durante a sua carreira desportiva tem conseguido os seguintes postos nas Grandes Voltas e nos Campeonatos do Mundo em estrada:
| Carreira           | 1998 | 1999 | 2000 | 2001 | 2002 | 2003 | 2004 | 2005 | 2006 | 2007 | 2008 | 2009 |
| ------------------ | ---- | ---- | ---- | ---- | ---- | ---- | ---- | ---- | ---- | ---- | ---- | ---- |
| Giro d'Italia      | F.c. | -    | -    | -    | -    | -    | -    | -    | -    | 121º | -    | Ab.  |
| Tour de France     | -    | 135º | -    | -    | 107º | -    | -    | -    | -    | -    | -    | -    |
| Volta a Espanha    | -    | -    | -    | 76º  | Ab.  | 124º | Ab.  | 105º | 106º | 140º | 117º | -    |
| Mundial em Estrada | -    | -    | -    | -    | 61º  | -    | Ab.  | -    | -    | -    | -    | -    |

-: não participa

Ab.: abandono

F.c: desclassificado por "fora de controle"

## Equipas
- Vitalicio Seguros (1998-2000)
  - Vitalicio Seguros-Grupo Generali (1998)
  - Vitalicio Seguros (1999)
  - Vitalicio Seguros-Grupo Generali (2000)
- Mapei-Quick Step (2001-2002)
- Quick Step-Davitamon (2003-2004)
- Rabobank (2005-2009)

## Prêmios
- Prêmio "Memorial Emilio Paganessi" 2009[69]